# Cambondo do Malanje
Cambondo do Malanje é um clube de futebol do município de Quela, na província de Malanje, em Angola. Disputou a primeira divisão nacional pela última vez em 1999.
Embora fosse de Quela, mandava seus jogos no Estádio Arena Palanca Negra, na cidade de Malanje.
Teve uma excelente participação no Girabola de 1999, porém, por falta de patrocínios, desistiu da competição nacional do ano 2000, reservando-se a disputar competições regionais e provinciais.